# Wilhelm zu Mecklenburg

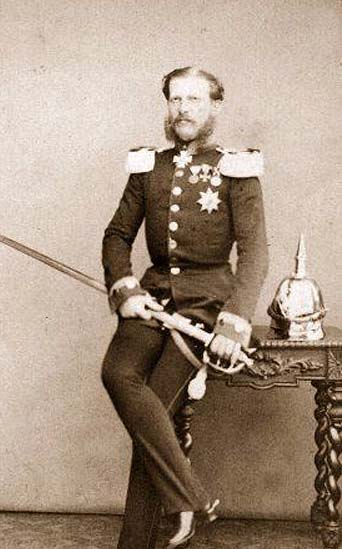
Herzog Wilhelm zu Mecklenburg

Wilhelm, Herzog zu Mecklenburg [-Schwerin] (* 5. März 1827 in Ludwigslust; † 28. Juli 1879 in Heidelberg; vollständiger Name: Friedrich Wilhelm Nicolas) war ein Angehöriger des großherzoglichen Hauses von Mecklenburg-Schwerin und preußischer General der Kavallerie.
Er heiratete am 9. Dezember 1865 seine Cousine Alexandrine von Preußen (1842–1906), die Tochter von Albrecht Prinz von Preußen und Marianne Prinzessin von Oranien-Nassau.

## Leben
Wilhelm war das dritte Kind und zweiter Sohn von Großherzog Paul Friedrich und seiner Frau Alexandrine von Preußen. Über seine Mutter war er der Neffe der preußischen Könige Friedrich Wilhelm IV. und Wilhelm I., des späteren Deutschen Kaisers. Er wurde preußischer Offizier.
In Berliner Hofkreisen war Wilhelm als Spieler bekannt und erhielt den Spitznamen „Prinz Schnaps“.
Wilhelm folgte als Schüler den Spuren seines Bruders, ohne jedoch dessen Weg auf den Thron gehen zu dürfen. Sie führten ihn in den 1840er Jahren auf das Vitzthumsche Gymnasium in Dresden. Dorthin begleitete ihn sein Gouverneur, der Kammerherr Major Graf Finck von Finckenstein. Wilhelm konnte 1844 aus Dresden von der Silberhochzeit des Schuldirektors unverblümt nach Hause schreiben: „Die Lehrer waren mit wenigen Ausnahmen, alle besoffen und kotzten sich, wie die Schweine; man sah es ihnen den 2ten Tag noch an.“
Er heiratete im Jahr 1865 seine Cousine, Prinzessin Alexandrine von Preußen. Der Prinz war nun 38 Jahre alt, 15 Jahre älter als die Braut, ein notorischer Spieler, Schürzenjäger und Verschwender und sicherlich kaum der geeignete Ehemann für ein junges Mädchen. Das Paar hatte eine Tochter, Charlotte Herzogin zu Mecklenburg (1868–1944).

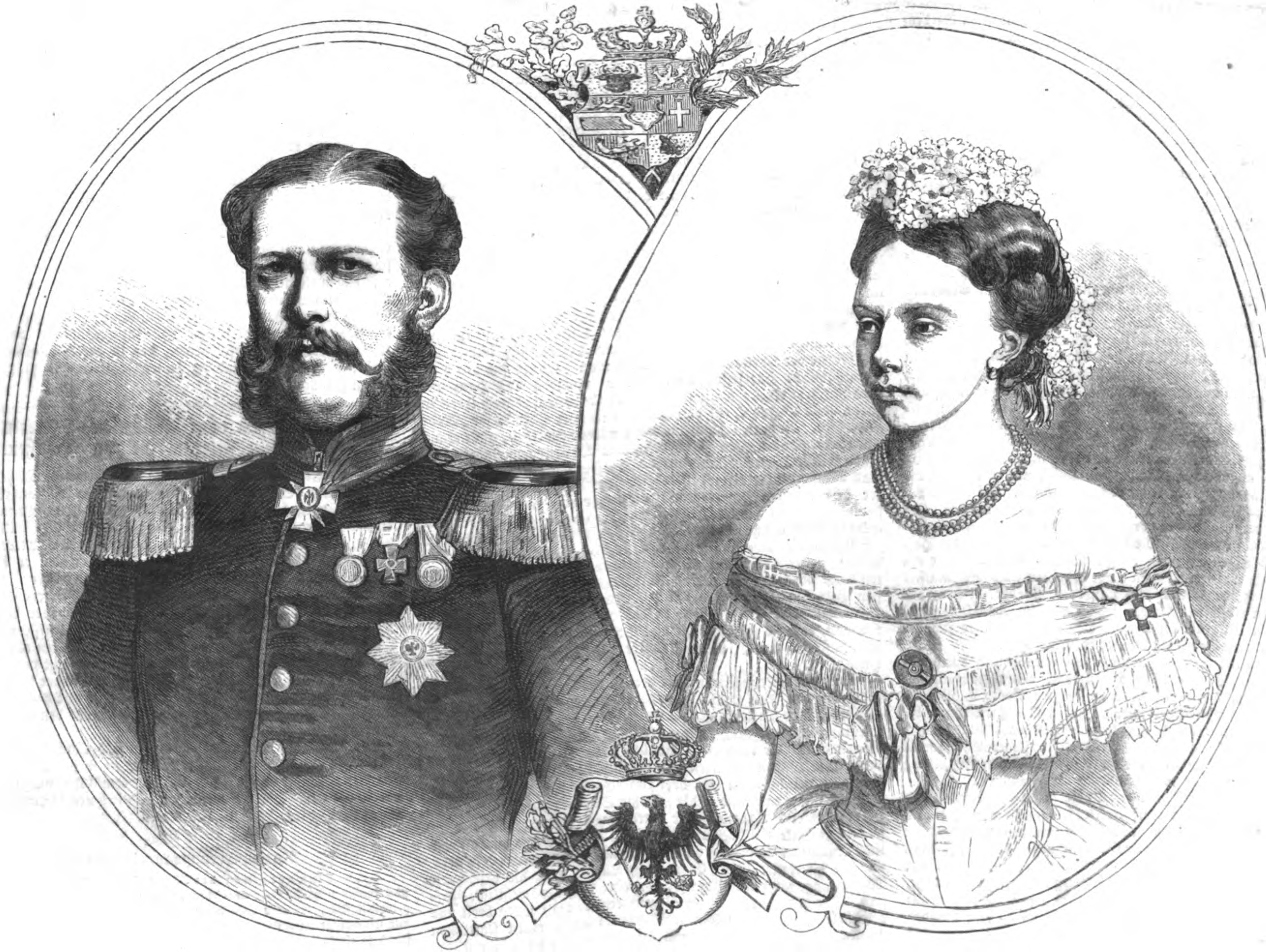
Herzog Wilhelm von Mecklenburg-Schwerin und Prinzessin Alexandrine von Preußen.

Herzog Wilhelm schlug eine militärische Karriere ein. Von 1859 bis 1864 war er Kommandeur des Brandenburgischen Kürassier-Regiments (Kaiser Nicolaus I. von Russland) Nr. 6 in Brandenburg an der Havel und stieg in dieser Verwendung vom Major zum Oberst auf. 1864 übergab er das Regiment an Oberstleutnant Alfred Bonaventura von Rauch.
Im Deutschen Krieg befehligte Wilhelm als Generalmajor die 2. leichte Kavallerie-Brigade im Kavallerie-Korps der 1. Armee. Mit diesem Großverband kämpfte Wilhelm in der Schlacht bei Königgrätz und wurde für seine Leistungen mit dem Orden Pour le Mérite ausgezeichnet. Im Krieg gegen Frankreich kommandierte er, inzwischen Generalleutnant, die 6. Kavallerie-Division. Er kämpfte bei Vionville und wurde am 9. September 1870 bei der Explosion der Zitadelle von Laon verwundet. Anschließend nahm Wilhelm noch an der Belagerung von Paris und der Schlacht bei Le Mans teil. Seine Leistungen wurden durch die Verleihung beider Klassen des Eisernen Kreuzes sowie des Großkomturkreuzes des Königlichen Hausordens von Hohenzollern mit Schwertern gewürdigt.
Nach dem Friedensschluss wurde Wilhelm am 23. März 1873 zum Kommandeur der 22. Division ernannt. Von diesem Kommando entband man ihn jedoch auf seinen Wunsch hin bereits am 10. November 1873 wieder. Er wurde daraufhin unter Fortgewährung der Kompetenzen eines Divisionskommandeurs bis auf weiteres zu den Offizieren von der Armee versetzt und am 22. März 1875 noch zum General der Kavallerie befördert.

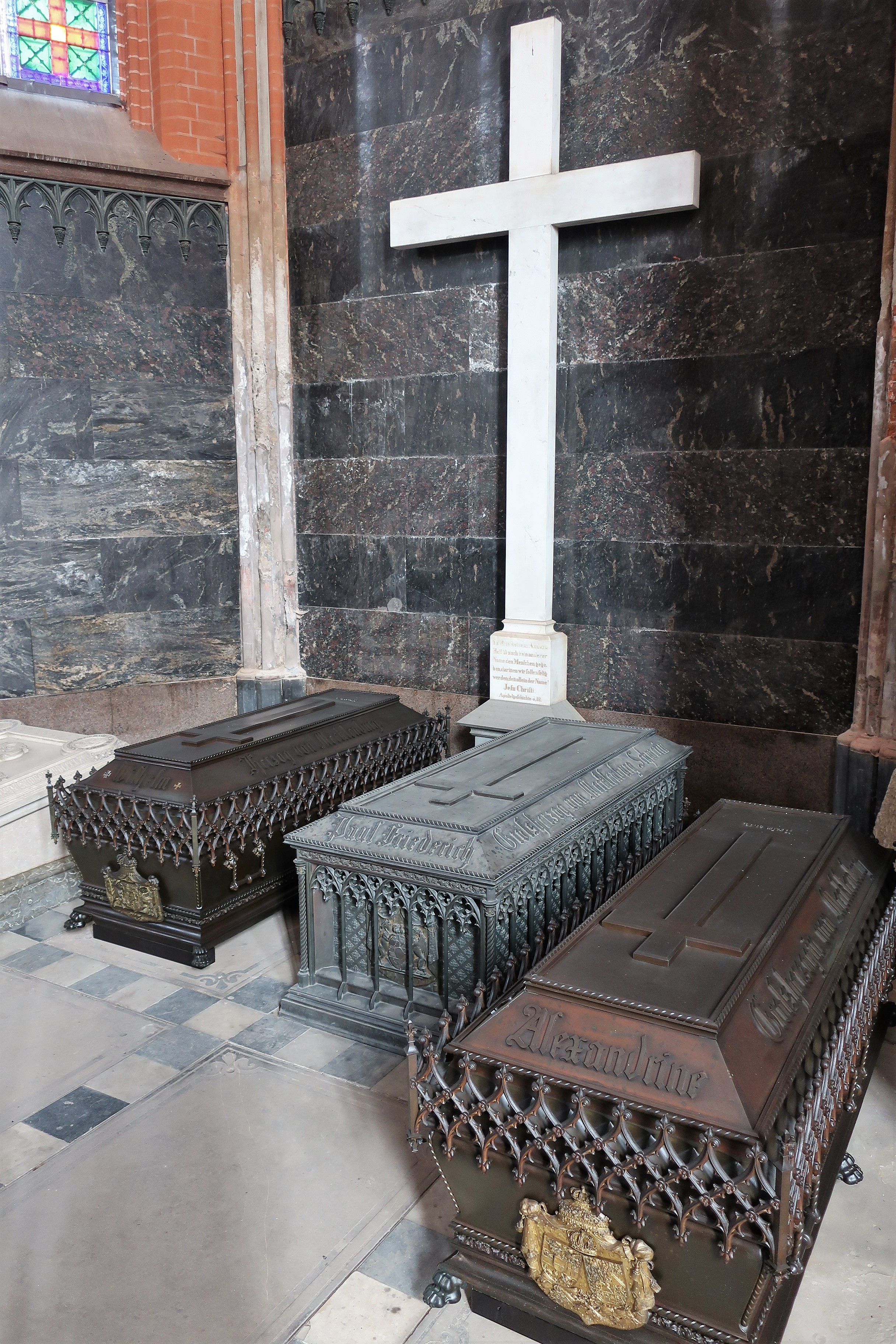
Sarkophag Wilhelms (links) in der Heilig-Blutkapelle des Schweriner Doms (2023)

Aufgrund seiner in Laon erlittenen Hüftverletzung musste sich Wilhelm im Juli 1879 in Heidelberg einer Operation unterziehen. Kurz nach dem chirurgischen Eingriff erlitt der Herzog eine Blutvergiftung, an deren Folgen er am 28. Juli verstarb. Sein Leichnam wurde unter Begleitung seines Neffen Herzog Paul Friedrich zu Mecklenburg nach Schwerin gebracht und dort am 2. August in der Heilig-Blutkapelle des Schweriner Doms beigesetzt. Im November 1974 wurde sein Messingsarkophag in die Krypta des Doms verbracht. Seit 2018 befindet er sich wieder am ursprünglichen Standort.

## Auszeichnungen
1878 war Herzog Wilhelm Inhaber folgender Orden und Ehrenzeichen:
- Großkreuz des Hausordens der Wendischen Krone mit der Krone in Erz und der Ordenskette
- Mecklenburgisches Militärverdienstkreuz
- Orden des Heiligen Andreas des Erstberufenen
- Alexander-Newski-Orden
- Kaiserlich-Königlicher Orden vom Weißen Adler
- Russischer Orden der Heiligen Anna
- Großkreuz des Ö.-k. Leopold-Ordens
- Schwarzer Adlerorden am 5. Juni 1844
- Roter Adlerorden en sautoir mit Schwertern
- Großkreuz des Guelphen-Ordens
- Großkreuz des Hausordens der Treue
- Großkreuz des Ordens vom Zähriger Löwen
- Ehrengroßkreuz des Oldenburgischen Haus- und Verdienstordens des Herzogs Peter Friedrich Ludwig
- Großkreuz des Herzoglich Sachsen-Ernestinischen Hausordens am 16. Dezember 1862
- Großkreuz des Ordens Heinrichs des Löwen
- Russischer Orden des Heiligen Georg IV. Klasse
- Österreichisches Militärverdienstkreuz am 21. August 1864
- Hohenzollernsche Denkmünze
- Kriegsdenkmünzen für die Feldzüge 1864, 1866 und 1870/71
- Königlich Preußische Gedächtnismedaille
- Großherzoglich Badensche Gedächtnismedaille
- Königlich Preußische Krönungsmedaille